# Peraleda de la Mata
Peraleda de la Mata (extremadurai nyelven Peralea dela Mata) település Spanyolországban, Cáceres tartományban. Peraleda de la Mata El Gordo, Bohonal de Ibor, Valdehúncar, Millanes, Navalmoral de la Mata, Rosalejo, Talayuela és Oropesa községekkel határos. Lakosainak száma 1431 fő (2024).

## Népesség
A település népessége az elmúlt években az alábbi módon változott:
| Lakosok száma | 1455 | 1515 | 1536 | 1453 | 1448 | 1420 | 1399 | 1369 | 1401 | 1431 |
|               | 2001 | 2004 | 2006 | 2009 | 2011 | 2014 | 2016 | 2019 | 2021 | 2024 |